# Carolyn McCarthy
Carolyn Cook McCarthy (Brooklyn, 5 gennaio 1944 – Fort Myers, 25 giugno 2025) è stata una politica statunitense, membro della Camera dei Rappresentanti per lo stato di New York dal 1997 al 2015.

## Biografia
Nata a New York, la McCarthy prese il diploma di infermiera dopo aver scoperto di essere affetta da dislessia. Il 7 dicembre 1993 nella stazione ferroviaria suburbana di Long Island il marito di Carolyn, Dennis, e suo figlio Kevin rimasero coinvolti in una sparatoria provocata da uno psicopatico, Colin Ferguson. Dennis morì insieme ad altre cinque persone e Kevin rimase gravemente ferito. Da allora la McCarthy entrò in politica lottando per il controllo delle armi.
Nel 1996 la McCarthy, da sempre una repubblicana, decise di concorrere per un seggio alla Camera dei Rappresentanti sfidando il deputato repubblicano in carica Dan Frisa. Essendo sfavorita nelle primarie del partito, la McCarthy si conquistò l'appoggio dei democratici, con i quali concorse; alla fine la McCarthy sconfisse Frisa con diciassette punti percentuali in più. Negli anni a seguire il Partito Repubblicano la invitò a concorrere nelle elezioni insieme a loro, ma la McCarthy rifiutò fermamente. Nel 2014 annunciò il suo ritiro dal Congresso dopo diciotto anni di permanenza; al suo posto venne eletta Kathleen Rice.
Politicamente, oltre al suo impegno contro la diffusione delle armi, la McCarthy si schierò a favore della risoluzione della guerra in Iraq e contro la pena di morte. Inoltre, a causa della sua professione, fu da sempre vicina alle tematiche sanitarie: lottò per la prevenzione della perdita d'udito, per la scelta della donna di abortire, per la ricerca sulle staminali e per garantire ai bambini l'assistenza sanitaria.